# Présentoir à pollen

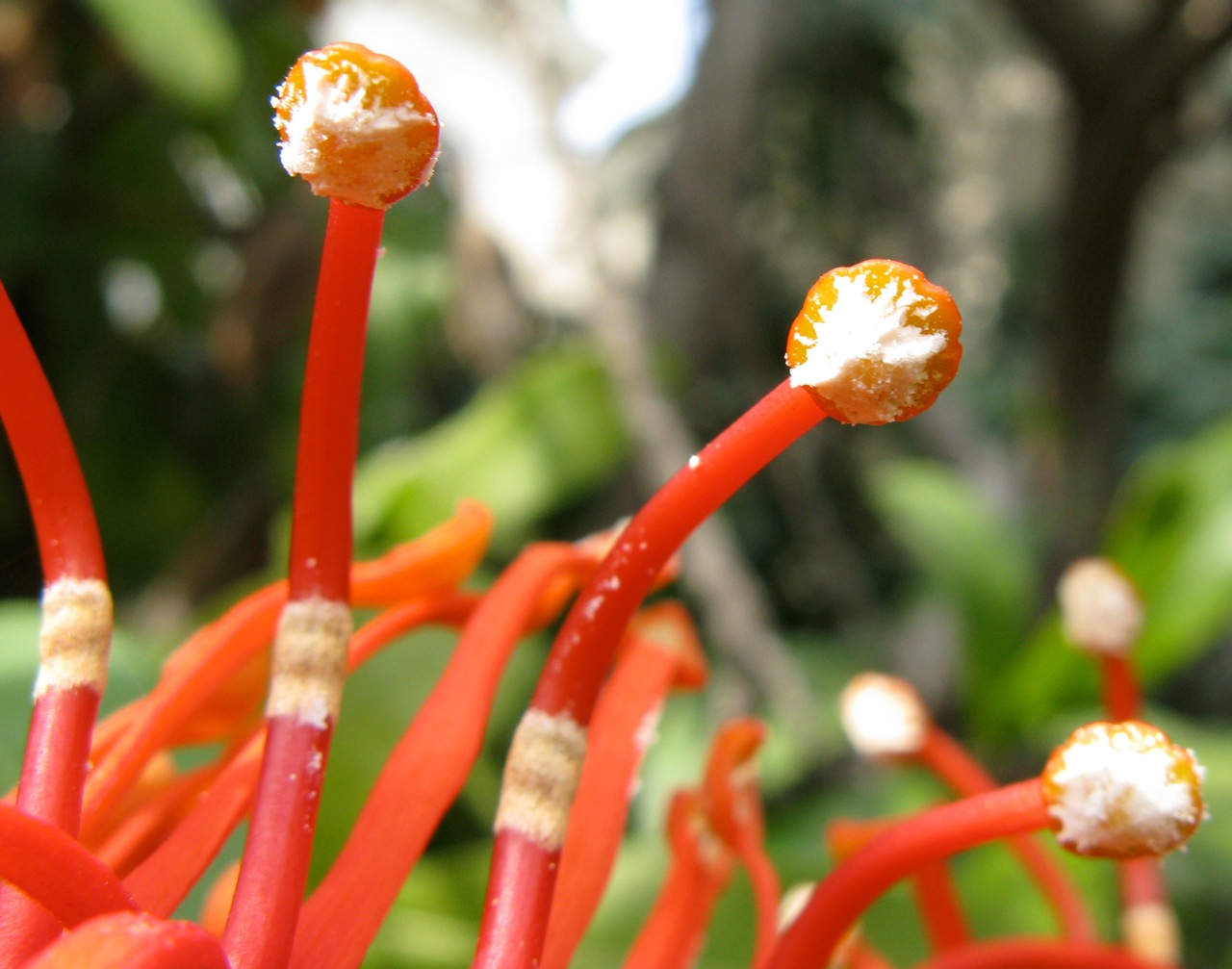
Présentoir a pollen d'une Stenocarpus sinuatus

Un présentoir à pollen est une zone située à l'extrémité du style chez les fleurs des plantes de la famille des Proteaceae. Dans cette famille, les anthères sont difficiles d'accès pour les pollinisateurs potentiels, tels que les abeilles, les oiseaux et les mammifères nectarivores. Pour assurer la pollinisation, les anthères libèrent leur pollen sur les présentoirs à pollen avant l'anthèse. Après l'anthèse, le style sort nettement du périanthe, assurant la distribution du pollen. Le dépôt systématique du pollen sur le bout du style signifie que les plantes doivent avoir une stratégie pour éviter une auto-pollinisation excessive.